# Föräldrafritt
Föräldrafritt (originaltitel: Risky Business) är en amerikansk dramakomedifilm från 1983, skriven och regisserad av Paul Brickman. Filmen ledde till att Tom Cruise blev en stor stjärna i Hollywood.

## Handling
Joel Goodson (Tom Cruise) är en high school-student som bor med sina rika föräldrar i en välbärgad förort till Chicago. Till vardags drömmer han kapitalistiska tonårsfantasier om bilar, kvinnor och pengar. När föräldrarna åker på semester i en vecka passar Joel på att förverkliga fantasierna.

## Rollista
| Tom Cruise        | – Joel Goodson |
| Rebecca De Mornay | – Lana         |
| Joe Pantoliano    | – Guido        |
| Richard Masur     | – Rutherford   |
| Bronson Pinchot   | – Barry        |
| Curtis Armstrong  | – Miles        |
| Nicholas Pryor    | – Mr Goodson   |
| Janet Carroll     | – Mrs Goodson  |
| Shera Danese      | – Vicki        |
| Raphael Sbarge    | – Glenn        |
| Bruce A. Young    | – Jackie       |
| Fern Persons      | – Kemilärare   |

## Om filmen
- Cruise var tvungen att gå ner 12 kg inför rollen eftersom han var 20 år då filmen spelades in och han skulle spela 17. Filmen är även känd för att innehålla en bortklippt "snoppscen". Scenen väckte stor uppmärksamhet i det kristna USA då directors cut-versionen släpptes 1993.
- Krautrockbandet Tangerine Dream har gjort filmmusiken.